# Dreamville
Dreamville Records ist ein US-amerikanisches Musiklabel, das vom Hip-Hop-Musiker J. Cole und seinem Manager Ibrahim Hamad gegründet wurde. Besondere Bekanntheit erlangte es Ende der 2010er durch seine Labelkompilationen Revenge of the Dreamers, die hohe Chartpositionen erreichten.

## Geschichte
J. Cole und Ibrahim Hamad hatten das Label bereits 2007 eingetragen, aber lange Zeit nicht genutzt. Als Cole 2011 den Durchbruch schaffte, veröffentlichte er beim Label Roc Nation von Jay Z. Erst 2013 wurde Dreamville Records aktiviert, als sie sich für den Vertrieb Interscope anschlossen. Sein zweites Studioalbum Born Sinner veröffentlichte Cole schon teilweise unter dem Dreamville-Label. Die ersten beiden Rapper, die sie unter Vertrag nahmen, waren Omen und Bas und für die Promotion veröffentlichten sie Anfang 2014 das gemeinsame Album Revenge of the Dreamers, das allerdings nur digital veröffentlicht wurde.
Bas’ Debütalbum Last Winter war kurz darauf die zweite Veröffentlichung des Labels und brachte dem New Yorker Rapper den Chartdurchbruch. Dasselbe gelang noch im selben Jahr mit dem dritten Labelunterzeichner Cozz und seinem Debüt Cozz & Effect. Lute und Ari Lennox stießen 2015 zum Label und waren auf dem zweiten Labelsampler Revenge of the Dreamers II vertreten. Er wurde als reguläres Album veröffentlicht und erreichte Platz 29 in den US-Albumcharts.
J. Cole veröffentlichte nach Born Sinner auch seine nächsten drei Nummer-eins-Alben über sein Label, weitere erfolgreiche Labelmitglieder wurden JID und die EarthGang. Sie waren auch an der dritten Labelkompilation Revenge of the Dreamers III mit 18 Songs und zahlreichen Gästen wie DaBaby, T.I. und Ty Dolla Sign vertreten. Das Album stieg im Juli 2019 auf Platz 1 der US-Charts ein und war international erfolgreich. Unter anderem erreichte es auch Platz 2 in Australien und Neuseeland. In den USA bekam es eine Platin-Auszeichnung und wurde bei den Grammy Awards 2020 für die Auszeichnung in der Kategorie Bestes Rap-Album nominiert.

## Veröffentlichungen

### Label-Kompilationen
| Jahr | Titel                           | Höchstplatzierung, Gesamtwochen, AuszeichnungChartplatzierungen (Jahr, Titel, Platzierungen, Wochen, Auszeichnungen, Anmerkungen) | Höchstplatzierung, Gesamtwochen, AuszeichnungChartplatzierungen (Jahr, Titel, Platzierungen, Wochen, Auszeichnungen, Anmerkungen) | Höchstplatzierung, Gesamtwochen, AuszeichnungChartplatzierungen (Jahr, Titel, Platzierungen, Wochen, Auszeichnungen, Anmerkungen) | Höchstplatzierung, Gesamtwochen, AuszeichnungChartplatzierungen (Jahr, Titel, Platzierungen, Wochen, Auszeichnungen, Anmerkungen) | Anmerkungen                                                          |
| Jahr | Titel                           | AT | CH | UK | US | Anmerkungen                                                          |
| ---- | ------------------------------- | --- | --- | --- | --- | -------------------------------------------------------------------- |
| 2014 | Revenge of the Dreamers         | — | — | — | — | mit J. Cole, Omen und Bas                                            |
| 2015 | Revenge of the Dreamers II      | — | — | — | US29 (2 Wo.)US | mit J. Cole, Omen, Bas, Cozz, Lute und Ari Lennox                    |
| 2019 | Revenge of the Dreamers III     | AT72 (1 Wo.)AT | CH28 (2 Wo.)CH | — | US1 Platin · (97 Wo.)US | mit J. Cole, Omen, Cozz, Bas, Lute, Ari Lennox, J.I.D. und EarthGang |
| 2022 | D-Day: A Gangsta Grillz Mixtape | — | — | UK94 (1 Wo.)UK | US11 (2 Wo.)US | mit J. Cole, J.I.D., EarthGang, Lute, Cozz, Omen, Ari Lennox und Bas |

Lieder

| Jahr | Titel Beteiligte                                                                                        | Höchstplatzierung, Gesamtwochen, AuszeichnungChartplatzierungen (Jahr, Titel, Beteiligte, Platzierungen, Wochen, Auszeichnungen, Anmerkungen) | Höchstplatzierung, Gesamtwochen, AuszeichnungChartplatzierungen (Jahr, Titel, Beteiligte, Platzierungen, Wochen, Auszeichnungen, Anmerkungen) | Anmerkungen |
| Jahr | Titel Beteiligte                                                                                        | UK | US | Anmerkungen |
| ---- | --- | --- | --- | ----------- |
| 2019 | Down Bad JID, Bas, J. Cole, EarthGang & Yung Nudy                                                       | — | US64 Platin · (2 Wo.)US |             |
| 2019 | Under the Sun J. Cole, Lute & DaBaby                                                                    | UK— SilberUK | US44 ×2Doppelplatin · (3 Wo.)US |             |
| 2019 | Costa Rica Bas, JID, Guapdad 4000, Reese Laflare, Jace, Mez, Smokepurpp, Buddy & Ski Mask the Slump God | — | US75 Platin · (1 Wo.)US |             |

Weitere Lieder
- 2020: Got Me (feat. Ari Lennox, Omen, Ty Dolla Sign & Dreezy, US: Gold)
- 2020: Sacrifices (feat. Earthgang, J. Cole, Smino & Saba, US: Platin)

### Einzelveröffentlichungen
Aufgelistet sind die Musiker, die dem Label angehören (mit Eintrittsjahr), mit den Albumveröffentlichungen, die in die US-Albumcharts kamen (Stand: Juli 2020):
- J. Cole (2007)
  - Born Sinner (2013), 2014 Forest Hills Drive (2014), Forest Hills Drive Live (2016), 4 Your Eyez Only (2016), KOD (2018)
- Omen (2009)
- Bas (2013)
  - Last Winter (2014), Too High to Riot (2016), Milky Way (2018)
- Cozz (2014)
  - Cozz & Effect (2014)
- Lute (2015)
- Ari Lennox (2015)
  - Shea Butter Baby (2019)
- JID (2017)
  - The Never Story (2017), DiCaprio 2 (2018), The Forever Story (2022)
- EarthGang (2017)
  - Mirrorland (2019)
- Spillage Village (2020)